# ستيف إدواردز (لاعب هوكي الحقل)
ستيف إدواردز (بالإنجليزية: Steve Edwards) هو لاعب هوكي الحقل نيوزيلندي، ولد في 25 يناير 1986.

## وصلات خارجية
- ستيف إدواردز على موقع الاتحاد الدولي للهوكي (الإنجليزية)
- ستيف إدواردز على موقع أوليمبيديا (الإنجليزية)
- ستيف إدواردز على موقع اللجنة الأولمبية النيوزيلندية (الإنجليزية)